# Abhinavagupta
Abhinavagupta, indijski filozof, mistik, pesnik, glasbenik, dramatik in teolog, * 950, Kašmir, † 1020, Kašmir.

## Življenje
Abhinavagupta ni bilo njegovo pravo ime, vendar naziv, ki si ga je prislužil od svojega mojstra in je pomenil "avtoritativnost in sposobnost". Kasneje je Abhinavaguptin največji komentator Jayaratha, razkril še dodatne pomene imena in sicer »biti vedno in povsod navzoč« in »zaščiten s hvaljenjem«. Zgodovinar Raniero Gnoli, pravi, da Abhinava pomeni »novo«, kar se navezuje na njegov nov način razmišljanja.
Rodil se je v Kashmiri Brahmin, družini hindujskih svečenikov. Mama Vimalā mu je umrla, ko je bil star dve leti. Zaradi izgube matere, na katero je bil zelo navezan, se je vse bolj oddaljil od resničnega življenja in se še bolj osredotočil na duhovna prizadevanja. Oče, Narasiṃha Gupta, je bil njegov prvi učitelj, ki ga je učil slovnice, logike in literature. Imel je brata in sestro s katerima je živel v domačem kraju, kjer je delal v ašramu (indijsko središče za učenje duhovnosti, meditacije, joge). Pod okriljem veliko, včasih tudi petnajstih, učiteljev in gurujev se je učil o filozofiji in umetnosti. V svojem življenju je ustvaril več kot 35 del. Njegovo najslavnejše delo je Tantraloka, ki je razprava o filozofskih in praktičnih vidikih raznih hinduističnih smeri. Nikoli ni postal potujoči menih, ampak je živel kot umetnik in učitelj. Ker je dosegel vseh osem siddhi moči (nadnaravne moči dosežene z jogo ali meditacijo) in s tem tudi dokazal šest spiritualnih znakov ga je veliko ljudi imelo za inkarnacijo božanstva Shiva. Njegova smrt ni točno pojasnjena, legenda pa pravi, da je umrl v jami Bhairava, obkrožen s 1200 učenci in družino. Tam je recitiral verze svoje pesmi Bhairava-stava in po tem jih nikoli več ni bilo videti, saj naj bi skupaj prešli v duhovni svet.

## Izobrazba
Abhinavagupta je bil znan po svoji veliki želji po znanju. Šolal se je pri petnajst učiteljih in mističnih filozofih in obiskoval različne budistične, hinduistične in šaivistične šole. Eden od najpomembnejših učiteljev je bil Lakṣmaṇagupta, ki ga je naučil veliko o monističnih miselnostih, kot sta Krama in Trika. Drugi učitelj, ki je igral pomembno vlogo in vplival na Abhinavaguptovo življenje je bil Śambhunātha, saj ga je ta zelo občudoval in ga primerjal s soncem. On mu je tudi naročil naj napiše Tantrakolo, ki velja za njegovo najpomembnejše delo. V času svojega življenja je od svojih učiteljev zbral veliko število besedil, iz katerih je citiral v svojem glavnem delu, v želji po ustvarjanju sintetičnega, vseobsegajočega Trika sistema. Trika je troslojna znanost o človeku in njegovemu svetu. Abhinavagupta jo je razdelil v 4 sisteme.

## Ideje
Za svoj čas je imel radikalne ideje, s katerimi je razbil uveljavljeno mnenje o spiritualnosti, ki je temeljilo na kastah in spolu. Ovrgel je ideje sistemov, kateri so menili, da razodetje s pomočjo spiritualnosti lahko izkusi le nekaj izbrancev, skozi strogo disciplino. Rekel je, da je spiritualnost nekaj kar pripada vsem in razodetje lahko doživi kdorkoli kjerkoli.

## Dela

### Verska dela
• Tantraloka- njegovo najpomembnejše delo, sinteza Trika sistemov
• Tantrasara- skrajšana verzija Tantraloke v verzih

### Filozofska dela
• Īśvarapratyabhijñā-vimarśini ("Commentary to the Verses on the Recognition of the Lord")
• Īśvarapratyabhijñā-vivṛti-vimarśini ("Commentary on the explanation of Īśvarapratyabhijñā")

### Nabožne himne
• Bodhapañcadaśikā – "Fifteen Verses on Consciousness";
• Paramārthacarcā – "Discussion on the Supreme Reality";
• Anubhavanivedana – "Tribute of the Inner Experience";
• Anuttarāṣṭikā – "Eight Verses on Anuttara";
• Paramārthacarcā – "Discussion on the Supreme Reality";

## Omembe v slovenščini
Košir, T. 2018. Stičišča med ontologijo in estetiko v monističnem kašmirskem šivaizmu : doktorska disertacija. Ljubljana: T. Košir.